# Amaiteng Mulia
Amaiteng Mulia is een bestuurslaag in het regentschap Simeulue van de provincie Atjeh, Indonesië. Amaiteng Mulia telt 518 inwoners (volkstelling 2010).